# 只能親吻不幸同學了！
《只能親吻不幸同學了！》是由所創作的日本BL漫畫，由2019年9月10日起開始連載。獲每日放送改編為於2022年4月21日至6月10日首播的電視劇。

## 電視劇

### 演員列表
- 福原幸多：曾田陵介
- 篠宮直哉：佐藤友祐
- 佐佐木麦：中山咲月
- 辻村朔：押田岳
- ：畑芽育
- ：華村飛鳥（華村あすか）
- 川原教授：松田洋治
- 八代先輩：高橋健介
- ：坪根悠仁
- ：班得瑞亞砂也（バンダリ亜砂也）

## 外部連結
- 漫畫連載網站（日語）
- 電視劇官方網站（日語）